# Dommartin-Varimont

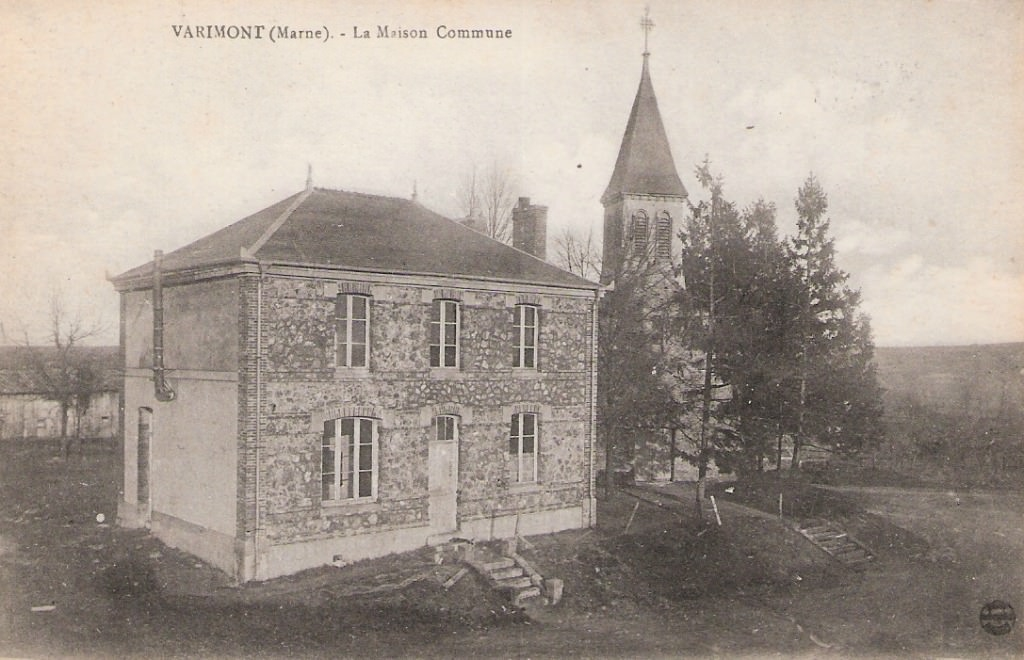
Postkarte des Rathauses und der Kirche von Varimont (Marne), heute Dommartin-Varimont

Dommartin-Varimont ist eine französische Gemeinde mit 136 Einwohnern (Stand 1. Januar 2022) im Département Marne in der Region Grand Est. Sie gehört zum Kanton Argonne Suippe et Vesle und zum Arrondissement Châlons-en-Champagne.

## Geografie
Die Gemeinde Dommartin-Varimont liegt am Flüsschen Yèvre in der Trockenen Champagne, etwa 28 Kilometer östlich von Châlons-en-Champagne. Sie ist umgeben von folgenden Nachbargemeinden:
| Herpont     |                                             | Dampierre-le-Château                             |
|             | Kompassrose, die auf Nachbargemeinden zeigt | Le Vieil-Dampierre, Épense, La Neuville-aux-Bois |
| Somme-Yèvre |                                             | Noirlieu                                         |

## Bevölkerungsentwicklung
| Jahr                       | 1962 | 1968 | 1975 | 1982 | 1990 | 1999 | 2008 | 2018 |
| -------------------------- | ---- | ---- | ---- | ---- | ---- | ---- | ---- | ---- |
| Einwohner                  | 119  | 165  | 148  | 133  | 119  | 125  | 137  | 138  |
| Quellen: Cassini und INSEE |      |      |      |      |      |      |      |      |